# 小行星25601
小行星25601（25601 Francopacini）是一颗绕太阳运转的小行星，为主小行星带小行星。该小行星于2000年1月1日发现，以義大利天文學家弗蘭科·帕西尼命名。

## 轨道参数
小行星25601的轨道半长轴为3.2373695 UA，离心率为0.149。